# Gerben Jorritsma
Gerben Jorritsma (ur. 21 sierpnia 1993 w Diever) – holenderski łyżwiarz szybki.

## Kariera
Największy sukces w karierze osiągnął w sezonie 2015/2016, kiedy zajął trzecie miejsce w klasyfikacji Pucharu Świata w biegu na 1500 m. Lepsi okazali się jedynie jego rodak, Kjeld Nuis i Rosjanin Pawieł Kuliżnikow. W zawodach PŚ zadebiutował 14 listopada 2014 roku w Obihiro, zajmując 13. miejsce w biegu na 500 m. Na podium po raz pierwszy stanął 21 marca 2015 roku w Erfurcie, gdzie był trzeci na 500 m. Pierwsze zwycięstwo w zawodach tego cyklu odniósł 14 listopada 2015 roku w Calgary, wyprzedzając na dystansie 1000 m Kuliżnikowa i Nuisa. Nigdy nie zdobył medalu mistrzostw świata. Nie startował także na igrzyskach olimpijskich.